# Emil Krauss (Jurist)
Emil Krauss (* 24. September 1870 in Willstätt; † 30. März 1936 in Baden-Baden) war ein deutscher Richter und Konsularbeamter.

## Leben
Krause besuchte das Gymnasium in Straßburg und das Gymnasium Offenburg
Nach dem Abitur in Offenburg studierte er an der Albert-Ludwigs-Universität Rechtswissenschaft. 1890 wurde er Mitglied des Corps Suevia Freiburg. Als Inaktiver wechselte er an die Kaiser-Wilhelms-Universität Straßburg, die Ruprecht-Karls-Universität Heidelberg und die Friedrich-Wilhelms-Universität zu Berlin. 1893 legte er das Referendarexamen und 1896 in Karlsruhe das Assessorexamen ab. Im selben Jahr wurde er in Freiburg zum Dr. iur. promoviert. 1899 wurde er zum Amtsrichter ernannt. 1903 trat er in das Auswärtige Amt in die Kolonialabteilung ein. Ende 1903 wurde er Bezirksrichter in Apia auf Samoa. Im Mai 1905 wurde er zum 1. Referenten beim Gouvernement und 1906 zum stellvertretenden Gouverneur in Deutsch-Neuguinea ernannt. 1908 wurde er Referent im Kolonialamt in Berlin und 1910 Referent und stellvertretender Oberrichter in Samoa. 1912 erfolgte seine Ernennung zum Vortragenden Rat im Reichskolonialamt. Von März bis Juli 1919 oblag ihm kolonialpolitische Pressepropaganda in Stockholm und Kristiania. 1920 wurde er zum Vortragenden Legationsrat in der Personalabteilung des Auswärtigen Amtes ernannt. Er wurde stellvertretender Generalkonsul in Neapel (1926) und Algier (1929). Zuletzt war er von 1931 bis 1935 Konsul in Salzburg. Am 10. Oktober 1935 wurde er in den Ruhestand versetzt.
Krauss war Mitarbeiter am Deutschen Kolonial-Lexikon von Heinrich Schnee.

## Auszeichnungen
- Charakter als Geheimer Oberregierungsrat (1916)